# El dimoni de les armes
El dimoni de les armes (títol original en anglès Gun Crazy) és una pel·lícula estatunidenca dirigida per Joseph H. Lewis i estrenada l'any 1950. Ha estat doblada al català.

## Argument[2]
Un veterà de la Segona Guerra Mundial, Bart Tasca, emocionalment desequilibrat i obsessionat des de nen amb les armes, coneix a una dona fatal, Annie Laurie Starr que, deixant-se portar pels seus instints, l'arrossega a un camí criminal sense retorn. Units per la seva afició a les armes, la relació de la parella desemboca, entre atracament i atracament, en un remolí de passions i situacions perilloses.

## Repartiment
- Peggy Cummins: Annie Laurie Starr
- John Dall: Bart Tare
- Berry Kroeger: Packett
- Morris Carnovsky: Jutge Willoughby
- Annabel Shaw: Ruby Tare
- Harry Lewis: Diputat Clyde Boston
- Nedrick Young: Dave Allister
- Trevor Bardette: Xèrif Boston
- Russ Tamblyn: Bart Tare als 14 anys

## En català
- Pel·lícules del 1950 doblades al català